# Lucius Papirius Cursor (consul en -326)
Pour les articles homonymes, voir Papirius Cursor.
Lucius Papirius Cursor (v. 360/305 av. J.-C.) est un homme politique romain.
Consul romain en 326 av. J.-C., il cumula les honneurs et les magistratures tout au long de sa carrière. Il fut l'un des rares durant cette période à demeurer consul ou dictateur deux années de suite, ce qui est contraire aux traditions.
Il fut dictateur en 325 et 324 av. J.-C. Le meilleur guerrier de son temps, il lutta principalement lors de la deuxième guerre samnite.
Athlète austère, froid et insensible, ce patriote convaincu issu des grandes familles patriciennes de Rome faillit, par sa droiture trop rigide et son intransigeance, se couper de son armée : ainsi, son conflit ouvert avec son maître de cavalerie Quintus Fabius Maximus Rullianus, qu'il souhaitait faire mettre à mort pour lui avoir désobéi faillit coûter cher à Rome en 324 av. J.-C.
À nouveau consul en 320 et 319 av. J.-C., il dut rétablir la situation après le désastre des Fourches Caudines en reprenant Luceria malgré les troupes du chef samnite Caius Pontius, ce qui lui valut le triomphe. Il nettoya le Satricum en 319 av. J.-C., fut encore consul en 315 et 313 av. J.-C., année où il s'empara de Nole. Dictateur à nouveau en 310 et 309 av. J.-C., il écrasa les Samnites et mérita une dernière fois le triomphe.